# Tamara

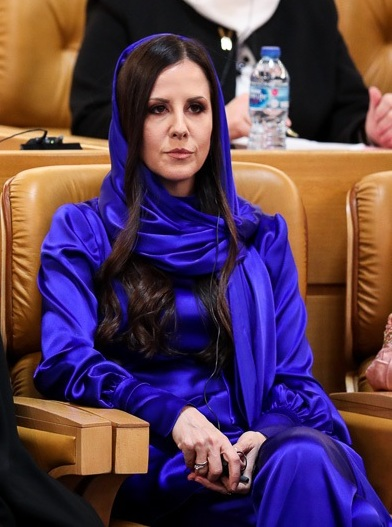
Tamara Vučić, 2023.

Tamara är en variant av det hebreiska namnet Tamar med betydelsen 'palmträd'. I Gamla Testamentet förekommer Tamar som namnet på Judas svägerska samt på en dotter till David.
Tamara betyder också 'krydda' på sanskrit.

## Berömda Tamara
- Tamara de Lempicka, polsk konstnär
- Tamara Press, sovjetisk friidrottare, olympisk mästare i kulstötning